# Synagoge (Bad Cannstatt)
Die Synagoge in Stuttgart-Bad Cannstatt wurde von 1875 bis 1876 errichtet, befand sich zwischen der heutigen König-Karl- und der Waiblinger Straße und wurde 1938 vollständig zerstört.

## Beschreibung

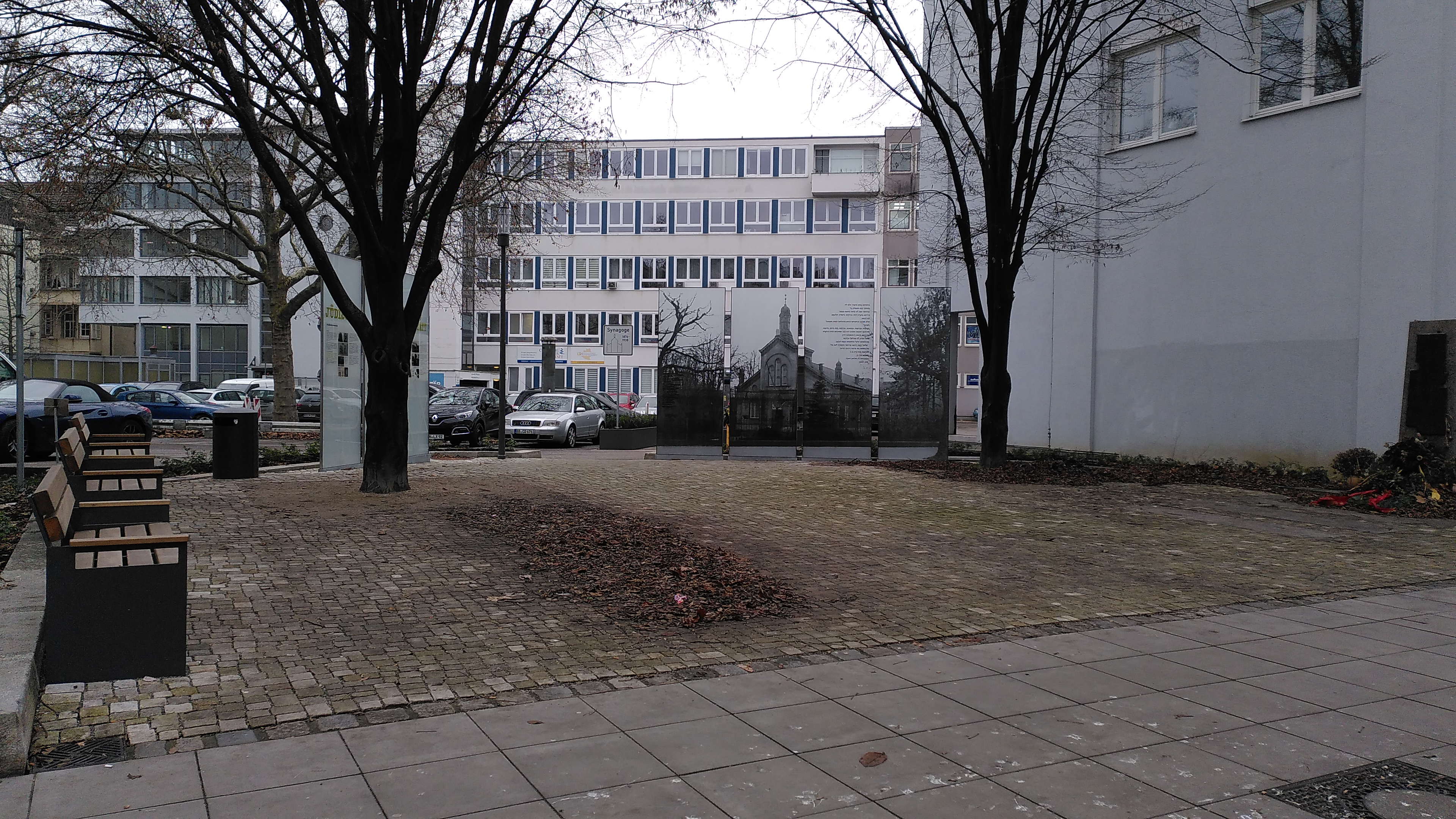
Synagogenplatz Bad Cannstatt (von der König-Karl-Straße aus gesehen)

Die jüdische Gemeinde Cannstatt kaufte ein Gartengrundstück zwischen der Königstraße (heute König-Karl-Straße; frühere Anschrift: Königstraße 49) und der Waiblinger Straße mit einem einstöckigen Reithaus. Dieses wurde nach dem Plan des Cannstatter Architekten Christian Weißert zu einer Synagoge umgebaut. Der Innenraum mit seinen jeweils 85 Synagogenplätzen für männliche und weibliche Gottesdienstbesucher wurde farbig ausgemalt, der Garten um das Gebäude neu angelegt. Mit der feierlichen Einbringung der Thorarollen am 15. September 1876 wurde das Gebäude offiziell eingeweiht.
Beim Novemberpogrom 1938 wurde das Gebäude durch Brandstiftung völlig zerstört. Verantwortlich für den Brand waren der Leiter der Brandwache II, zwei Feuerwehrleute und einige Nationalsozialisten. Da es sich hauptsächlich um ein hölzernes Gebäude handelte, das mit Mauerwerk leicht verkleidet war, brannte es schnell nieder. Die Ruine wurde auf Kosten der israelitischen Gemeinde beseitigt. Direkt am Synagogenplatz wurde ein Bunker angelegt, der nach 1945 als Notwohnung diente.

## Gedenkplatz
1947 konnte der Platz geräumt, mit Bauverbot belegt und später von der Stadt gekauft werden. 1961 wurde unmittelbar am Synagogenplatz ein von dem Stuttgarter Künstler Herbert Gebauer geschaffener Gedenkstein erstellt. Das Synagogengrundstück selbst wird großenteils bis heute als Parkplatz verwendet. Eine Neugestaltung als Gedenkstätte, bei der insbesondere Lehrer und Schüler des Albertus-Magnus-Gymnasiums in Bad Cannstatt beteiligt waren, konnte im November 2004 abgeschlossen werden. Im Jahr 2022 wurde der Gedenkplatz erneut grundlegend verändert. Mehrere Glasstelen informieren über jüdisches Leben in Cannstatt, den Gedenkort und seine Geschichte. Eine der Stelen zeigt auch das einzig bislang bekannte Foto der Synagoge.